# Xavier Turull
Xavier Turull i Creixell (Barcelona, 4 de marzo de 1922 - ibíd., 22 de enero de 2000) fue un reconocido violinista y compositor español, hijo del arquitecto Xavier Turull i Ventosa.

## Biografía
Realizó sus estudios musicales con Joan Massià, Yehudi Menuhin y Pau Casals. Vivió en Sudamérica durante veinte años, donde compaginó las interpretaciones públicas con sus actividades pedagógicas. Fue director de los estudios de violín y profesor de música de cámara (1947-1950) en la Universidad del Cauca (Colombia). Cuando regresó a España, fue profesor primero, y catedrático desde 1966, del Conservatorio Superior Municipal de Música de Barcelona, centro que dirigió entre 1977 y 1982. También fue profesor de cursos magistrales de interpretación en España y en Europa (Reino Unido y Polonia). Restaurada la Generalidad de Cataluña, fue miembro de su consejo de educación.
Estrenó en Barcelona el concierto de Robert Gerhard el 7 de febrero de 1964 con la Orquesta Municipal dirigida por Rafael Ferrer. Como concertista realizó varias audiciones integrales de sonatas (Bach, 1960; Beethoven, 1962-63; Robert Schumann, 1967 ;Brahms, 1966) e interpretaciones de obras para dos violines con Ruggiero Ricci. Llevó a cabo distintos conciertos en América y Europa con estrenos y primeras audiciones de obras contemporáneas (sonatas de Poulenc, Joaquim Homs, Enrique Granados, Balada y conciertos de Robert Gerhard, Ginastera y Garreta). También fue miembro de diversos jurados internacionales en concursos de violín en Italia, Francia y Polonia.

## Obras
Como compositor, algunas de sus obras más relevantes son:
- "Trama 12 x 12" (violín solista), finalista en el concurso Wieniawsky (Polonia, 1977)
- "Rera al mar", para soprano y cuarteto de cuerdas, ganadora del Premio Eduard Toldrà de la Generalidad de Cataluña (1983).

## Premios
- Premio Eduard Toldrà, 1983.[4]
- Sala Xavier Turull, en el Palacio de Congresos de Salou[5]